# Why Why Why (Shawn Mendes)
"Why Why Why" is een nummer dat de Canadese singer-songwriter Shawn Mendes opnam voor zijn vijfde studioalbum, Shawn (2024). Hij schreef en produceerde het nummer samen met Eddie Benjamin, Mike Sabath en Scott Harris. Het werd op 8 augustus 2024 uitgebracht via Island Records als de eerste single van de plaat, samen met "Isn't That Enough". Het was Mendes' eerste solorelease sinds zijn liefdadigheidssingle uit 2023 "What the Hell Are We Dying For?". "Why Why Why" is een folk-popnummer met countryinvloeden en introspectieve teksten over een eerdere relatie en Mendes' worsteling met angsten, waardoor hij in 2022 een concerttournee moest annuleren.
Anthony Wilson en Connor Brashier regisseerden de videoclip voor "Why Why Why". In de video is te zien hoe Mendes meezingt en optreedt in een schuur en bij een rivier, afgewisseld met scènes waarin hij optreedt in een lege zaal. De zanger nam "Why Why Why" op in de setlist voor een reeks intieme concerten die plaatsvonden in de Verenigde Staten. Na de release kreeg het album positieve recensies van muziekcritici.
Commercieel gezien deed "Why Why Why" het eerder matig in de hitlijsten. Het bereikte de top 40 in zijn geboorteland Canada, België, Nederland en Polen, en de top 60 in Zweden, Zwitserland en het Verenigd Koninkrijk. In Amerika debuteerde het nummer op 84 in de Amerikaanse Hot 100.